# Tabanus rufiscutellatus
Tabanus rufiscutellatus är en tvåvingeart som beskrevs av Schuurmans Stekhoven 1926. Tabanus rufiscutellatus ingår i släktet Tabanus och familjen bromsar. Inga underarter finns listade i Catalogue of Life.